# Visoko pri Poljanah
Visoko pri Poljanah je naselje v Občini Škofja Loka. V kraju stoji dvorec Visoko, družinska grobnica Ivana Tavčarja, kip Ivana Tavčarja (delo kiparja Jakoba Savinška), Debeljakova domačija ter Vrtovčev dom.  Leta 2017 je bil večji del kraja razglašen za kulturni spomenik državnega pomena.
Na Visokem je bil rojen filolog in mecen Matija Debeljak.